# Ourouer-les-Bourdelins

Ourouer-les-Bourdelins este o comună în departamentul Cher, Franța. În 1 ianuarie 2022 avea o populație de 605 de locuitori.